# Rybníky u Vitmanova
Rybníky u Vitmanova jsou přírodní rezervace poblíž Třeboně v okrese Jindřichův Hradec. Oblast spravuje AOPK ČR Správa CHKO Třeboňsko. Důvodem ochrany jsou rybníky Nový Vdovec a Ženich s přilehlými rašeliništi a mokřady.